# Stara Kotelnia
Stara Kotelnia (ukr. Стара Котельня) – wieś na Ukrainie, w obwodzie żytomierskim, w rejonie andruszowskim.

## Zarys historii
W 1362 roku wieś została włączona do Wielkiego Księstwa Litewskiego. Po Unii lubelskiej w 1569 r. przyszła pod  władanie Rzeczypospolitej. W 1581 roku właścicielem był książę K. Rużyński. Pod rozbiorami siedziba gminy Kotelnia w powiecie żytomierskim guberni wołyńskiej.

## Zabytki
- kościół pw. św. Antoniego Padewskiego – ufundowany w 1781 r. przez Antoniego Pruszyńskiego w stylu barokowym. Konsekrowany w 1783[1]. Budowa obiektu z czerwonej cegły, otynkowanego, zakończona została w 1786 r. Fasada zwieńczona tympanonem. Kościół jest zaliczany do podobnej do siebie grupy kościołów o fasadach palladianizujących (obok kościoła w Mańkowcach, Toporach, trynitarzy w Łucku, Ostróżku Wielkim, św. Barbary w Berdyczowie, pijarów w Warszawie, Iwankowie)[1]. Kościół położony jest na wzgórzu, na terenie dawnej warowni, która wznosiła się nad rzeką. Jej pozostałością są resztki wału, którym został otoczony kopiec.

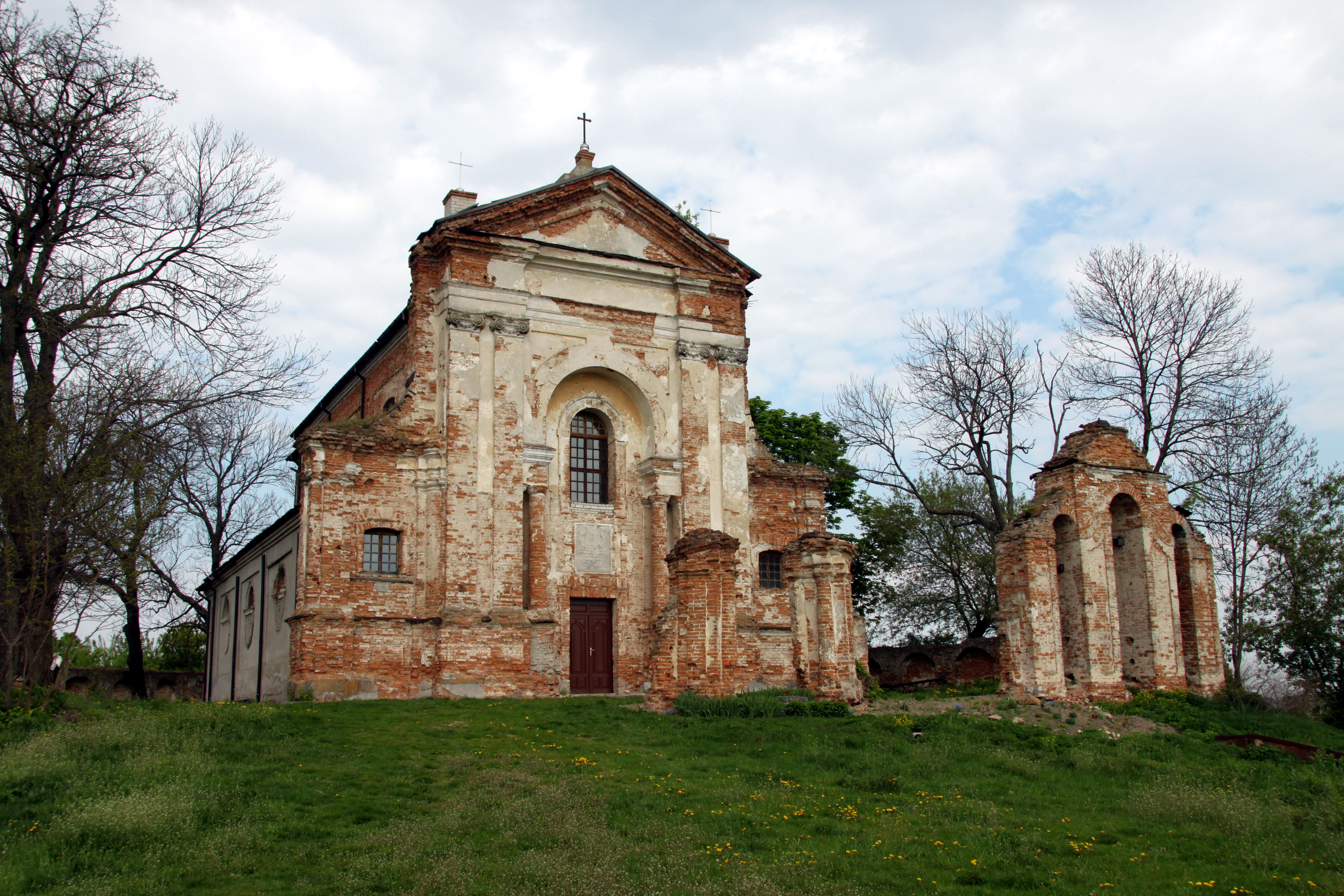
Kościół
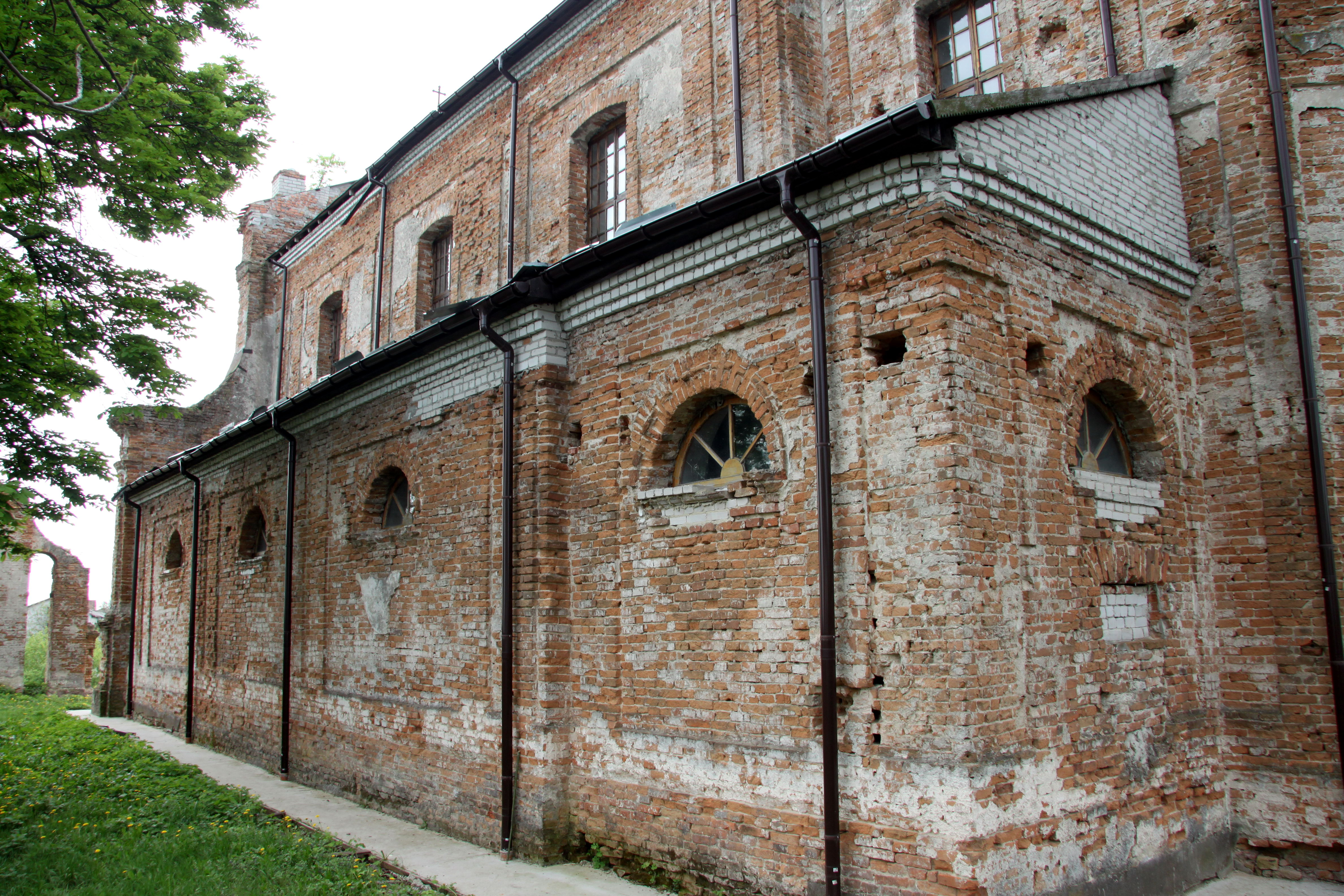
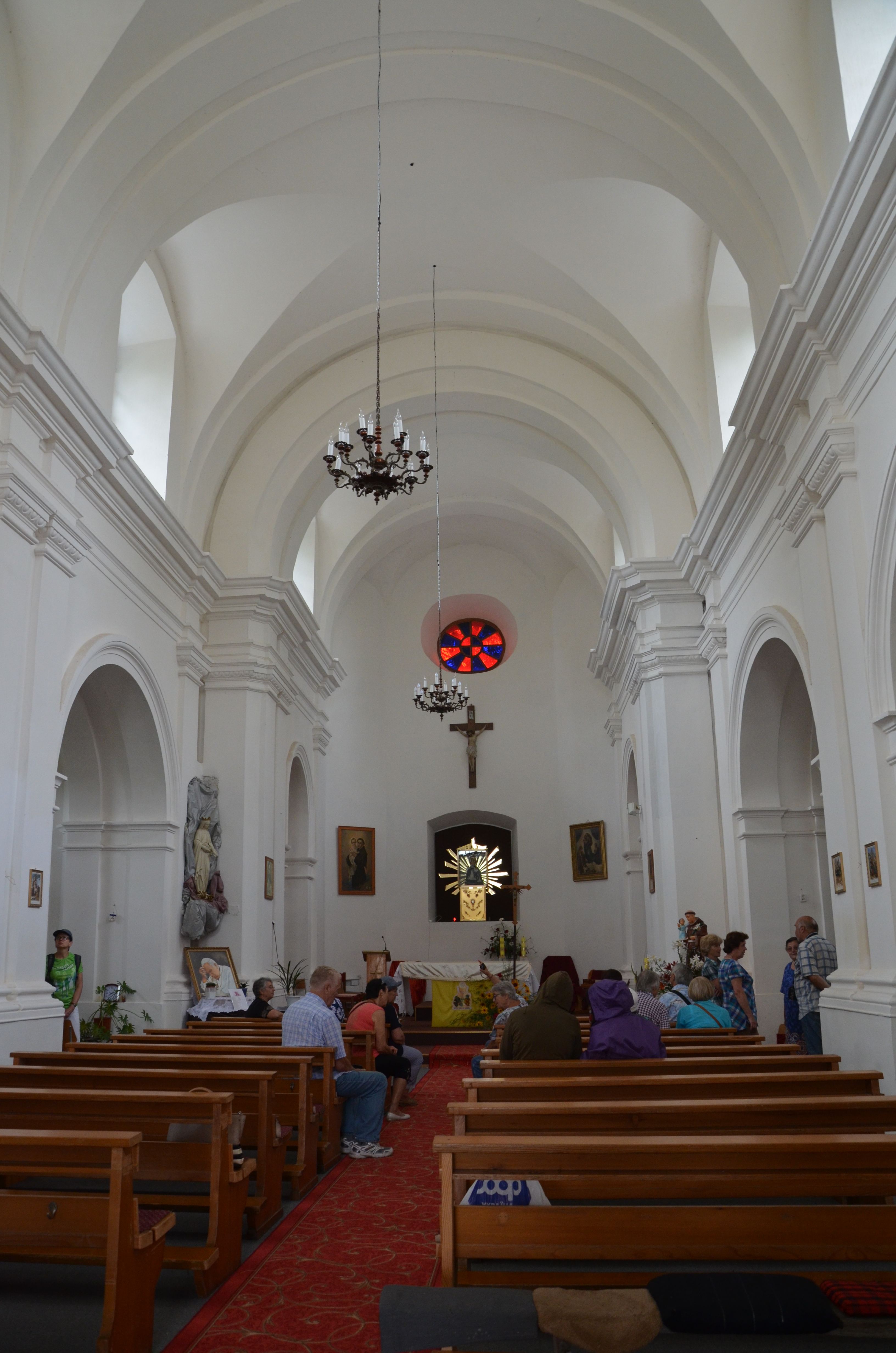
Wnętrze
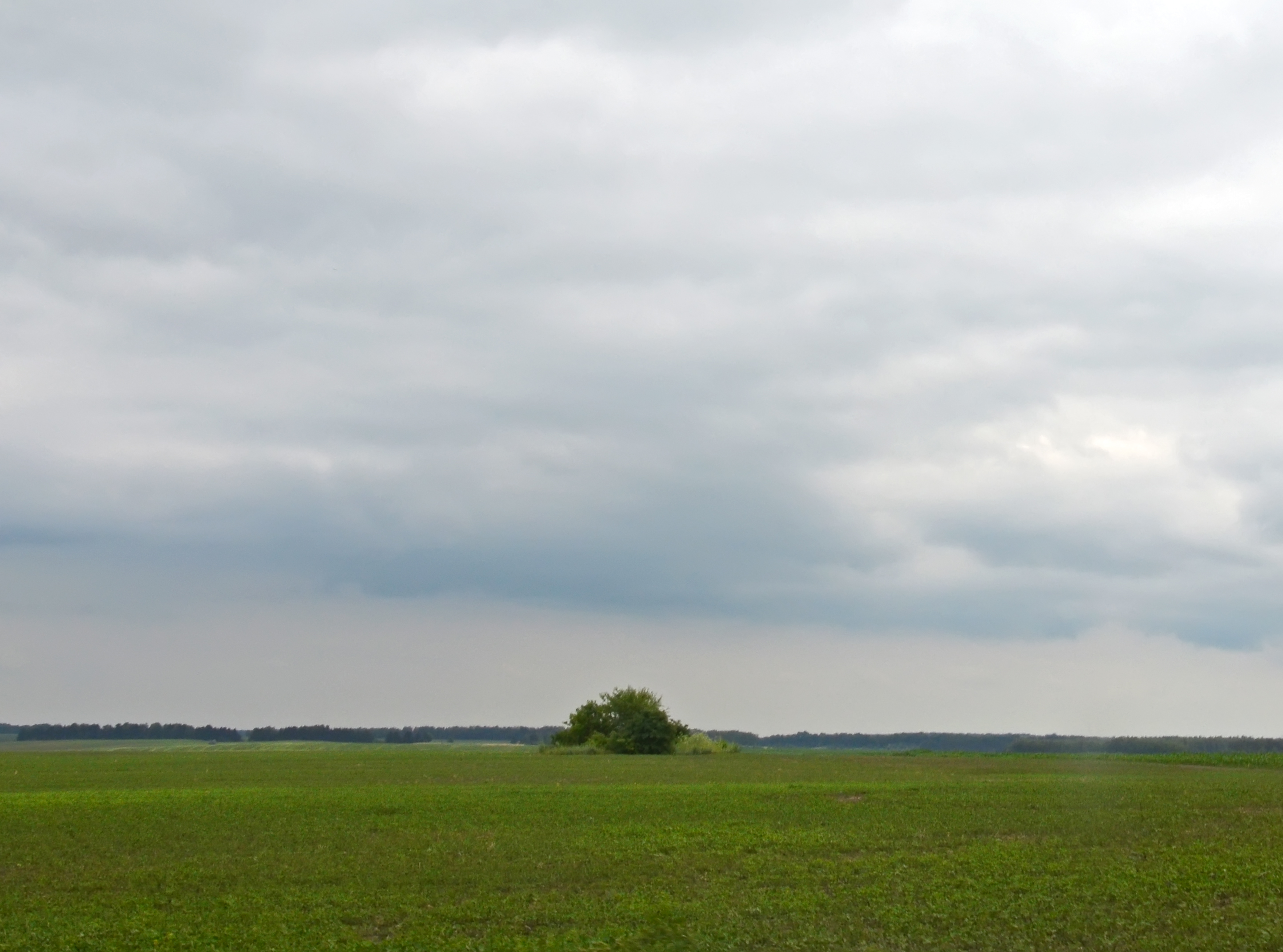
Kurhan
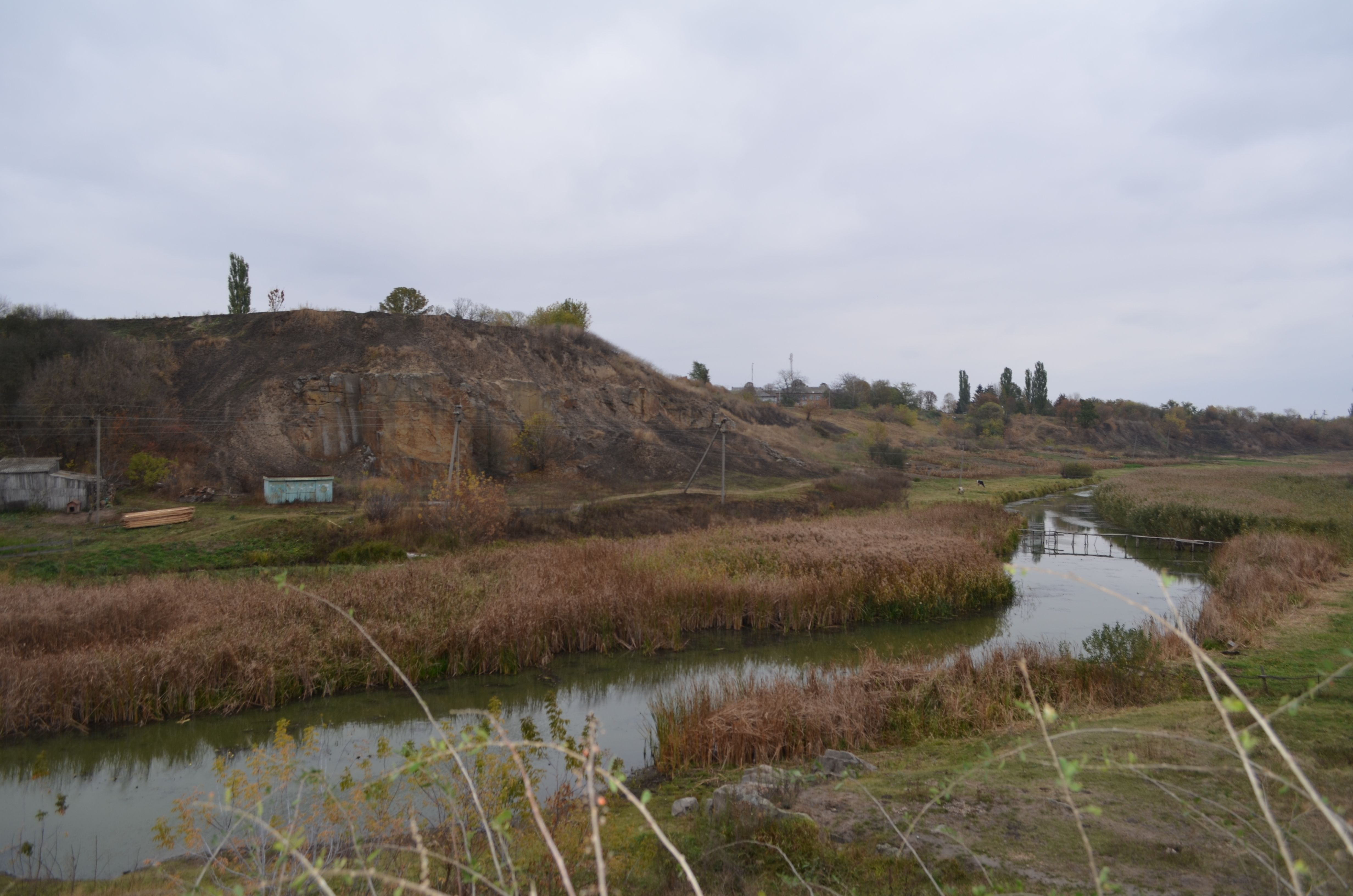
Grodzisko